# فيفيان بلايني
فيفيان بلايني (بالإنجليزية: Vivian Blaine)‏ هي ممثلة أمريكية، ولدت في 21 نوفمبر 1921 في الولايات المتحدة، وتوفيت في 9 ديسمبر 1995 بنيويورك في الولايات المتحدة.

## أعمال

### أفلام
- (1945) معرض الولاية

## وصلات خارجية
- فيفيان بلايني على موقع IMDb (الإنجليزية)
- فيفيان بلايني على موقع الموسوعة البريطانية (الإنجليزية)
- فيفيان بلايني على موقع ألو سيني (الفرنسية)
- فيفيان بلايني على موقع ميوزك برينز (الإنجليزية)
- فيفيان بلايني على موقع أول موفي (الإنجليزية)
- فيفيان بلايني على موقع قاعدة بيانات برودواي على الإنترنت (الإنجليزية)
- فيفيان بلايني على موقع قاعدة بيانات برودواي على الإنترنت (الإنجليزية)
- فيفيان بلايني على موقع قاعدة بيانات الأفلام السويدية (السويدية)
- فيفيان بلايني على موقع إن إن دي بي (الإنجليزية)
- فيفيان بلايني على موقع ديسكوغز (الإنجليزية)